# Johnny Jenkins
Johnny Jenkins (ur. 11 listopada 1875 w Cardiff, zm. 26 listopada 1945 w Brownsville) – amerykański kierowca wyścigowy.

## Kariera
W swojej karierze Tetzlaff startował głównie w Stanach Zjednoczonych w mistrzostwach AAA Championship Car oraz towarzyszącym mistrzostwom słynnym wyścigu Indianapolis 500. W drugim sezonie startów, w 1911 roku dwukrotnie stawał na podium, w tym raz na jego najwyższym stopniu -  w Fernbank. Z dorobkiem 580 punktów został sklasyfikowany na dwunastym miejscu w końcowej klasyfikacji kierowców. Rok później osiągnął linię mety toru Indianapolis Motor Speedway jako siódmy. W mistrzostwach AAA raz stanął na podium. Uzbierał łącznie 160 punktów, które dały mu 21. pozycję w klasyfikacji generalnej. W sezonie 1913 był czterdziesty.